# UK garage
UK garage (anche noto come UKG) è un genere di electronic dance music, sottogenere del breakbeat, nato nel Regno Unito all'inizio degli anni novanta.

## Storia
La UKG non va confusa con la Garage house, nata nel locale Paradise Garage di New York, per opera del dj Larry Levan.
La UK garage vede le sue origini nei primi anni novanta, nei party serali dei club londinesi. Armand Van Helden è il dj che più di tutti dà l'impulso al successo e allo sviluppo della UKG e, intorno al 1996 e il 1997, artisti come Double 99 e 187 Lockdown, Serious Danger ne seguono l'opera adattando le più moderne ritmiche jungle nei classici 4/4 House e con l'aggiunta di suoni bassi tipici della Jungle sample di vocalizzi Reggae, Ragga e Soul danno via al cosiddetto fenomeno della Speed Garage sul finire del 1997. Successivamente nel 2000 circa altri producer suonando il bassline tipico della musica soul e R&B fondendolo alla classica garage house e altre ritmiche più spezzettate creano il 2 Step. Ne è derivata una miscela melodica molto raffinata sensuale, una risposta britannica all'hip hop e all'R&B di origine americana.
Successivamente la deriva più cupa e spesso influenzata dal Ragga e dal Reggae del 2 Step a sua volta creeranno il genere Dubstep prima e il cosiddetto UK Funky poi,che a dispetto del nome è stato più un ibrido tra i ritmi caraibici della soca e del ragga e i Bassi tipici della Jungle.

## Artisti
I principali esponenti della UKG sono: Artful Dodger, Sweet Female Attitude, Wookie, Burial, Grant Nelson, So Solid Crew, Heartless Crew, The Streets, Shanks & Bigfoot, DJ Luck and MC Neat, Oxide & Neutrino.